# Claudio Grafulla
Claudio S. Grafulla (Minorca, 31 ottobre 1812 – New York, 2 dicembre 1880) è stato un direttore di banda e compositore spagnolo naturalizzato statunitense.

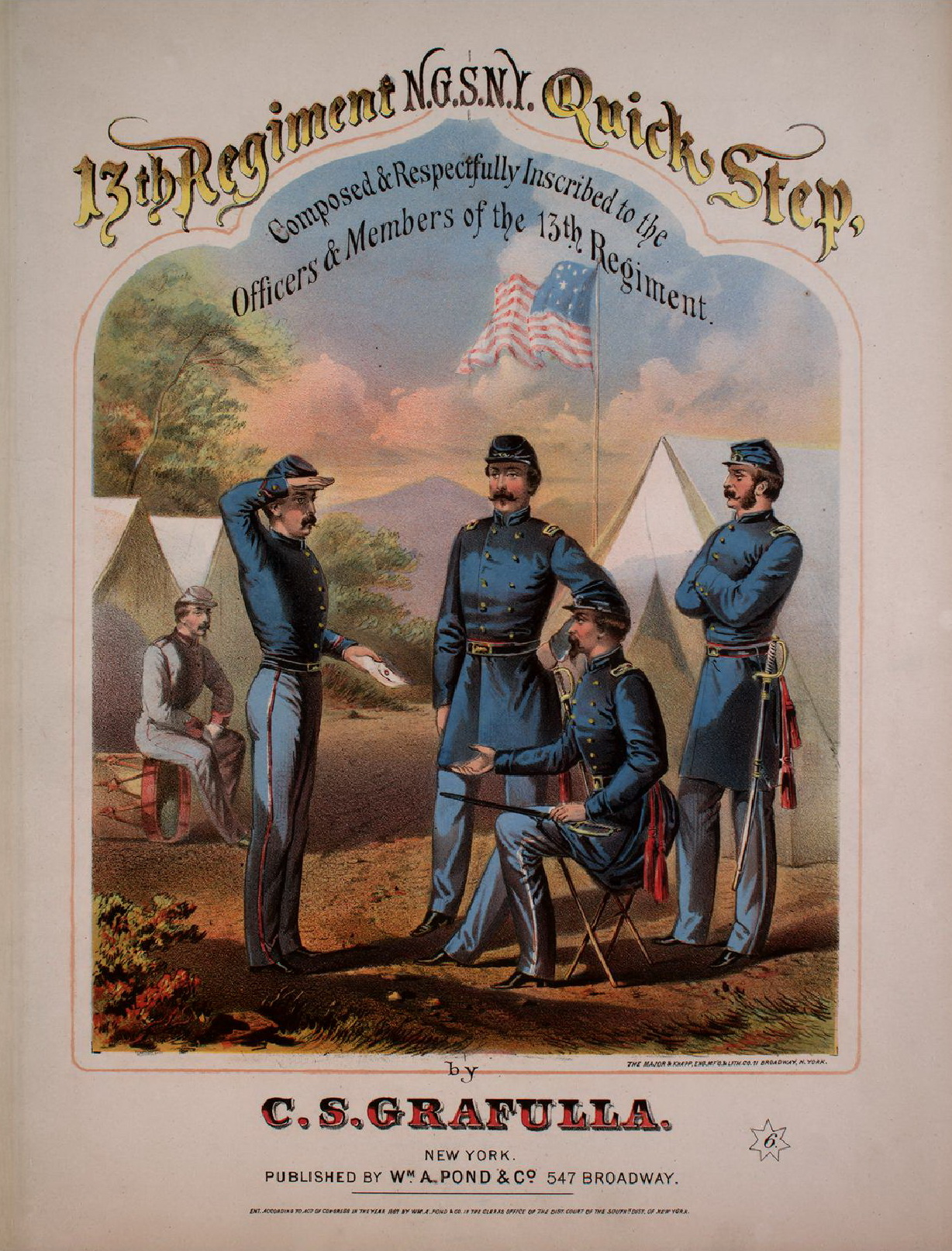
Copertina del 13th Regiment Quick Step (1867)

Nel 1838 emigrò negli Stati Uniti, dove dal 1860 al 1880 diresse la Banda del Settimo Reggimento.

## Biografia
Claudio S. Grafulla era nato e cresciuto nell'isola spagnola di Minorca. Emigrato negli Stati Uniti nel 1838, si stabilì a New York dove entrò a far parte della Lothier Brass Band, che era collegata al Settimo Reggimento di New York.
Nel 1860 gli fu chiesto di formare una nuova Banda del Settimo Reggimento, che egli diresse per 20 anni fino alla morte nel 1880. Tra i 38 musicisti, che furono il nucleo costitutivo della nuova Banda, vi era anche il piemontese Carlo Alberto Cappa, il quale nel 1881 succederà a Grafulla come direttore della Banda.
Sotto la guida di Grafulla, la Banda del Settimo Reggimento si guadagnò una buona reputazione e crebbe fino a includere 50 musicisti. Oltre a presentare brani di repertorio, Grafulla compose pezzi e arrangiamenti originali, tra i quali il più famoso è la marcia, "The Washington Grays", tuttora eseguita.
Grafulla morì a New York nel 1880.